# 拉多乡 (昌都市)
拉多乡（藏語：ལྷ་ཐོག་，威利转写：lha thog）是中国西藏自治区昌都市卡若区下辖的一个乡，位于县境东北部的高海拔地区，总面积1728.35平方千米，2000年人口5421人。拉多乡平均海拔4100米，有广阔的高山天然草场，是一个纯牧业乡，主要牧养牦牛、黄羊、山羊、绵羊等。
2008年，下辖13个村委会：恰龙村、瓦措村、贡西村、曲色村、塔玛村、康多村、达日村、夏日村、巴郭村、嘎来村、西那村、达多村、嘎扣村。